# 俊俏誘情人
《俊俏誘情人》（法語：Bel Ami）是一部2012年的古裝劇情片，由羅拔·柏迪臣、奧瑪·花曼、姬絲汀·史葛·湯瑪絲、姬絲汀娜·莉芝和高文尼主演，迪肯·唐納倫與尼克·奧曼羅聯手執導。影片改編自居伊·德·莫泊桑發表於1885年的同名小說。
電影在2012年2月17日的第62屆柏林電影節上首次公開，之後於2012年6月8日正式在影院上映，收入票房9百萬歐元。

## 劇情概要
佐治·杜華是個身無分文的退伍士兵，在辦公室當文員。一日，他在俱樂部遇見舊友查理·霍洛斯德，並通過他結識了各界紳士名流，其中還包括查理的嬌妻瑪蒂蓮，以及瑪蒂蓮的朋友歌蘿蒂和魯西夫人。魯西夫人的丈夫是保守派報章《法蘭西生活》的編輯，她運用這層關係幫佐治在報章舍謀得一職。佐治深知天賦美貌在19世紀末的巴黎是一大本錢，他俊朗的外表和顚覆衆生的魅力迷倒了很多上流社會的女士，她們稱其為「英俊朋友」(Bel Ami)。這位「俊友」也迅速搭上之前認識的三位地位顯赫的名媛，利用情慾誘惑來俘擄芳心，從而躋身名利塲。

## 主要角色
- 羅拔·柏迪臣 飾 佐治·杜華
- 奧瑪·花曼 飾 瑪蒂蓮·霍洛斯德
- 姬絲汀·史葛·湯瑪絲 飾 維珍妮·魯西 (魯西夫人)
- 姬絲汀娜·莉芝 飾 歌蘿蒂
- 高文尼（英语：Colm Meaney） 飾 魯西先生
- 菲臘·堅列士達（英语：Philip Glenister） 飾 查理·霍洛斯德
- 荷莉黛·葛蘭格（英语：Holliday Grainger） 飾 素珊
- 娜塔莉·提娜 飾 妓女麗素
- 詹姆士·蘭斯（英语：James Lance） 飾 法蘭索瓦·臘洛舍
- 安東尼·希金斯（英语：Anthony Higgins (actor)） 飾 范戴瑞伯爵

## 製作
電影的主要攝製始於2010年2月初，在倫敦和布達佩斯取景。影片投資人西門·佛勒也擔任此片的執行製作人。

## 外部連結
- 互联网电影数据库（IMDb）上《俊俏誘情人》的资料（英文）
- AllMovie上《俊俏誘情人》的资料（英文）
- Box Office Mojo上《俊俏誘情人》的資料（英文）
- 爛番茄上《俊俏誘情人》的資料（英文）
- 香港外語電影資料網上《俊俏誘情人（页面存档备份，存于）》的資料 （繁體中文）
- Yahoo!電影上《俊俏誘情人》的頁面 （繁體中文）
- 開眼電影網上《色慾花美男（页面存档备份，存于）》的資料 （繁體中文）
- 鐳射企業官網上《俊俏誘情人 （页面存档备份，存于）》的Blu-ray資料 （繁體中文）